# Zagorica, Mirna
Zagorica este o localitate din comuna Mirna, Slovenia, cu o populație de 48 de locuitori.